# Prochyliza nigricornis
Prochyliza nigricornis is een vliegensoort uit de familie van de Piophilidae. De wetenschappelijke naam van de soort is voor het eerst geldig gepubliceerd in 1826 door Johann Wilhelm Meigen.